# Danz-Schwantes-Gruppe
Die Widerstandsgruppe Danz-Schwantes war eine kommunistische Widerstandsgruppe in Magdeburg. Die Initiatoren waren Hermann Danz und Martin Schwantes.

## Geschichte
Ab 1937 begann Hermann Danz mit dem Aufbau der Gruppe. Dabei versuchte er ehemalige KPD-Mitglieder für die Arbeit zu gewinnen. Viele der Mitglieder hatten bereits langjährige Haftstrafen hinter sich. Martin Schwantes, ein ehemaliger Lehrer, stieß erst 1941, nach 7 Jahren Freiheitsentzug im KZ Sachsenhausen (4,5 Jahre) und im Zuchthaus (2,5 Jahre), zur Gruppe hinzu. Schwantes, der als Verkaufsleiter und Versandleiter bei einer Schuhfabrik arbeitete, nutzte seine Außendiensttätigkeiten für die heimliche Kontaktaufnahme.

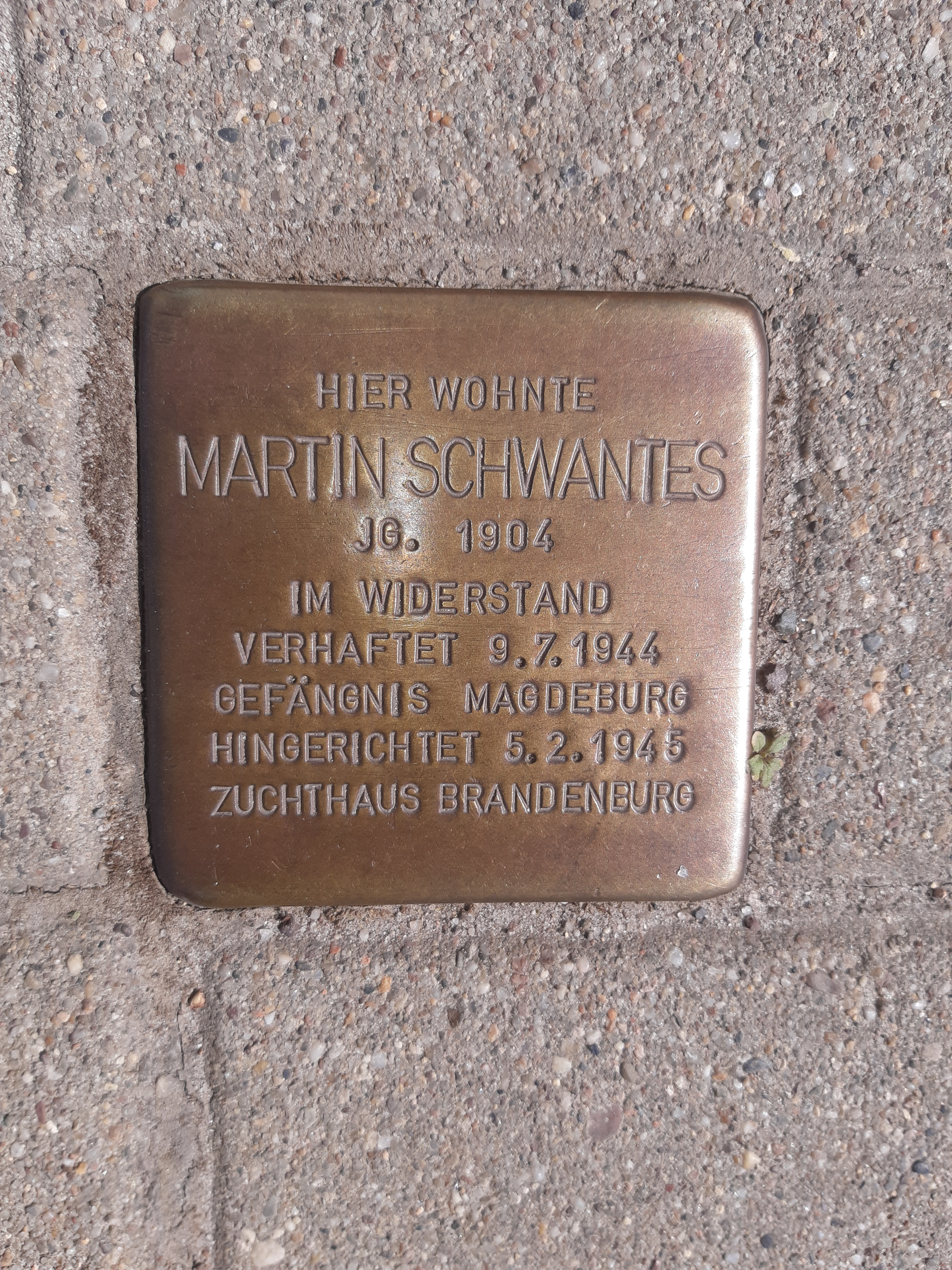
Stolperstein von Martin Schwantes in Magdeburg

Zu der Widerstandsgruppe gehörten zum Beispiel Hermann Danz, Martin Schwantes, Friedrich Rödel, Johann Schellheimer. Hubert Materlik, Hermann Bruse, Paul Karl Julius Hahn, Eva Lippold und Cläre (Klara) Schellheimer an. Die Gruppe hatte Kontaktleute in Burg, Genthin, Halberstadt und Staßfurt. Weiterhin gab es Kontakte zu Betriebszellen in den großen Rüstungswerken der Region wie Junkers, Krupp-Gruson (Paul Karl Julius Hahn), Mackensen, Polte, R. Wolf und Zinkhütte. Mindestens 30 Personen gehörten dieser Widerstandsgruppe an. Die Führungspersonen der Widerstandsgruppe waren Hermann Danz, Friedrich (Fritz) Rödel, Johann (Hans) Schellheimer und Martin Schwantes.

### Aktive Arbeit
Aus der Magdeburger Mühle und Zuckerfabrik organisierte man die Beschaffung und Verteilung von Lebensmitteln an Zwangsarbeiter. Die Kontakte zu den Fremdarbeitern (Kriegsgefangenen) stellte Hubert Materlik her. Wer die Kontakte zur Magdeburger Mühle und Zuckerfabrik hatte, ist dem Autor nicht bekannt. Auch in der Ausarbeitung von Kadermaterial war man sehr aktiv. Der sehr versierte Theoretiker Martin Schwantes brillierte hier anscheinend besonders. Nach Gründung des Nationalkomitees Freies Deutschland (Juli 1943) war Hermann Danz maßgeblich darin beteiligt, auf Grundlage der Positionen des NKFDs, Menschen für den Sturz Adolf Hitlers zu gewinnen. Ziel war es einen breiten Widerstand aller Hitler-Gegner zu bündeln (aus Kommunisten, Sozialdemokraten und dem bürgerlichen Lager).

### Einordnung der Gruppe
Nachdem im „Lexikon des deutschen Widerstandes“, herausgegeben von Wolfgang Benz und Walter H. Pehle, die Danz-Schwantes-Gruppe auf den Seiten 190 und 191 (3. Auflage von 2008) als eigenständige Widerstandsgruppe in Magdeburg dargestellt worden ist, kann man davon ausgehen, dass die Mitglieder nicht Mitglieder der Saefkow-Jacob-Bästlein-Organisation waren, sondern Mitglieder einer eigenständigen Gruppe waren. Trotzdem bestanden über Martin Schwantes Kontakte zur KPD in Berlin um Anton Saefkow und Franz Jacob. Man arbeitete sehr eng zusammen und die Saefkow-Jacob-Bästlein-Organisation kann man vielleicht als „überregionale Leitung“ verstehen. In diesem Zusammenhang seien auch die Neubauer-Poser-Gruppe in Thüringen und die Schumann-Engert-Kresse-Gruppe in Sachsen zu erwähnen. Zusammen mit der Danz-Schwantes-Gruppe (Sachsen-Anhalt) bildeten sie die Regionalgruppen („Regionalbüros“) in Ostdeutschland.

## Verhaftungen, Verurteilungen, Hinrichtungen und Überlebende
Am 9. Juli 1944 wurden Hermann Danz und Martin Schwantes verhaftet. Sie hatten an einem Treffen der Saefkow-Jacob-Bästlein-Organisation teilgenommen. Zu dieser Zeit fanden mehrere Aktionen der Polizei gegen kommunistische Widerstandsgruppen statt. 15 Tage später wurden in Magdeburg mindestens weitere 28 Mitglieder dieser Gruppe verhaftet. Darunter befanden sich Hubert Materlik, Friedrich Rödel, Hans Schellheimer, Klara Schellheimer und Eva Lippold. Wahrscheinlich wurden sie von einem Spitzel der Gestapo verraten.  Am 27. Juli 1944 wurde Hubert Materlik in seiner Gefängniszelle erhängt aufgefunden. Ob es ein Selbstmord wegen der Verhöre und Folterungen war oder ob die Gestapo ihn ermordet hat, steht bis heute nicht fest. Innerhalb kürzester Zeit wurde der Prozess vor dem Volksgerichtshof vorbereitet. In diesem Verfahren wurden Hermann Danz, Fritz Rödel, Hans Schellheimer und Martin Schwantes wegen „Vorbereitung zum Hochverrat“ und dem „Aufbau einer illegalen Widerstandsgruppe“ angeklagt. Der Volksgerichtshof tagte am Landgericht Magdeburg. Schon am 1. November 1944 wurden Hermann Danz, Martin Schwantes, Friedrich Rödel und Johann Schellheimer vom Volksgerichtshof zum Tode verurteilt. Ca. 3 Monate später wurden sie am 5. Februar 1945 wurden im Zuchthaus Brandenburg-Görden hingerichtet. Hermann Bruse, Paul Karl Julius Hahn, Eva Lippold und Cläre (Klara) Schellheimer konnten die Schreckenszeit überleben.

## Verwendete Literatur und Quellen
- Beiträge zur Geschichte der Stadt und des Bezirkes Magdeburg, Hefte 2/1970 und 12/1980
- Lexikon des deutschen Widerstandes, Seiten 190 und 191, Herausgegeben von Wolfgang Benz und Walter H. Pehle, S. Fischer Verlag GmbH, Frankfurt am Main, ISBN 978-3-596-15083-0